# Caipiriña
Caipiriña (en portugués: caipirinha) es una bebida brasileña, originaria del estado de São Paulo. Clasificada como un cóctel, su ingrediente principal es la cachaza, pero también lleva lima o limón, azúcar y hielo.  

## Origen del nombre
En portugués, el nombre "caipirinha" es un diminutivo cariñoso que se refiere al pueblo caipira, que en español, aunque utiliza una forma adaptada del portugués, su traducción más exacta sería caipirita.
Su nombre, Sin embargo, es una derivación de 'cachaça caipira' – como se conocía popularmente a la cachaza producida en Piracicaba – que solía utilizarse ampliamente en la elaboración del cóctel.

## Características
Se hace con aguardiente local a base de azúcar de caña (cachaça) y se suele presentar con sorbetes, ya que el secreto de la caipiriña está en beber el líquido de la parte inferior del recipiente, pues todo el jugo de la lima y el azúcar se sitúa al fondo, mezclándose poco a poco con la cachaça. Beber sin sorbete no es recomendable según los expertos en este cóctel, pues el sabor no es el mismo ya que arriba se quedará toda la cachaça sin diluir.

## Legislación
El Decreto Nº 4.851 de 2003 modifica el Reglamento aprobado por el Decreto Nº 2.314 del 4 de septiembre de 1997, estableciendo en su artículo 81, § 4º que:

Caipiriña es la bebida típica brasileña, con graduación alcohólica de quince a treinta y seis por ciento de volumen, a veinte grados celsius, obtenida exclusivamente con Cachaza, añadida con limón y azúcar.

## Variantes
Debido a que la bebida se ha popularizado en casi todo el mundo, existen diferentes variantes de la misma. En algunas partes se prepara con azúcar morena en vez de blanca y, a veces, se sustituye la cachaça por el vodka, tomando entonces el nombre de "caipiroska", o por el ron, en cuyo caso se le conoce como "caipirissima". Otros prefieren añadir granadina, para que adquiera un sabor afresado. También podemos encontrar un derivado llamado "caipirisco", el cual se prepara de la misma forma pero sustituyendo la cachaça por pisco. Otra alternativa es utilizar vino en lugar de la cachaça, conocido como "caipivino". En cambio, en Bolivia se sustituye la cachaça por el tradicional singani. También está la Caipifruta, donde se mezclan frutas trituradas (como piña, el kiwi o la fruta de la pasión). Y por supuesto, las famosas Batidas, cachaça con zumos de frutas. Existe una variante en El Salvador, en la ciudad de la Barra de Santiago. Se prepara con limón-mandarina (variedad local de limón), azúcar de caña morena, yerbabuena y aguardiente de caña (guaro). En Honduras, se prepara con aguardiente local.

## Historia
El origen de la caipiriña se remonta al Brasil del siglo XIX. En aquella época, los esclavos gustaban beber “garapa”, que es un jugo de caña de azúcar.
Para los historiadores, la caipiriña fue creada por terratenientes de la región de Piracicaba, estado de São Paulo, durante el siglo XIX, para fiestas y eventos de alto rango, reflejando la fuerte cultura de la caña de azúcar en la región. La caipiriña en sus primeros días era vista como un substituto local de buena calidad del whisky y vino importados, siendo servida frecuentemente en cocteles de clase alta, ventas de ganado y eventos de gran notoriedad.
Durante las fiestas y rituales, mezclaban dicha "garapa" con la cachaça. También mezclaban los zumos de frutas o de especias, y así posteriormente nacieron las batidas. Como la más famosa era la “batida de limão”, preparada con zumo de lima, fue luego y oficialmente la predecesora de la caipiriña.
A medida que transcurría el tiempo, la conocida batida de limao evolucionó, pues le añadieron trozos de lima, ya que la cáscara le daba un sabor particular. El milagro fue completo cuando el hombre pudo (a partir de máquinas) fabricar el hielo, convirtiéndola entonces en una bebida más refrescante, y llevándola a ser más rica y popular.

## Símbolo de Brasil
Tras la independencia de Brasil, que estuvo mucho tiempo buscando su propia identidad mediante la literatura y el arte, a la vez que trataba de hacerse notar en el comercio internacional, poco a poco fue dándose a conocer la bebida aunque no fue fácil, debido a la inmensidad del país y lo incomunicadas que estaban algunas zonas. Aun así, la cachaza y por consiguiente la caipiriña se han sabido consagrar como un denominador común entre la mayoría de brasileños, incluido en el extranjero.
Se trata de un producto único que se fabricaba localmente, y también fue considerado como un remedio contra la epidemia de gripe que asoló el país en 1918 y contra la esterilidad masculina.